# Anak-ku Sazali

Anak-ku Sazali (Mon fils Sazali) est un mélodrame en noir et blanc de 1956 en malais singapourien réalisé et écrit par Phani Majumdar. Le film raconte l'amour entre un homme et une femme, des rêves qui peuvent devenir réalité et l'amour extrême d'un père pour son fils. Le talentueux P. Ramlee joue le rôle du père adulte, Hassan, ainsi que celui du fils gâté, Sazali Hassan.

## Synopsis
Hassan est un orphelin qui travaille pour une famille riche et développe une passion pour la musique, achetant un violon et prenant des cours. Proche des enfants de la famille, Mansor et Mahani, Hassan tombe amoureux de Mahani. Quand Mahani est promise à un autre, Hassan fuit à Singapour, suivi par Mahani. Ils se marient avec le consentement de Mansor, et Hassan devient un musicien célèbre. Mahani meurt en accouchant de leur fils, Sazali, qu’Hassan élève seul, promettant de veiller sur lui.
Sazali grandit gâté, devenant un chef de gang. Il refuse de reconnaître son enfant avec Rokiah, la fille de Mansor, et refuse de l'épouser, ce qui mène Rokiah à se suicider. Sazali, impliqué dans des crimes, se cache chez Hassan après un braquage. Conscient de ses erreurs en surprotégeant Sazali, Hassan appelle la police et remet son fils aux autorités, priant pour leur rédemption.

## Fiche technique
- Titre : Anak-ku Sazali
- Réalisation : P. Ramlee
- Scénario : P. Ramlee
- Pays d’origine :  Singapour
- Langue : malais
- Format : Noir et blanc
- Date de sortie : 1956

## Distinctions
Le film Anakku Sazali a remporté le prix du Meilleur Acteur pour P. Ramlee et du Meilleur Acteur Enfant pour Tony Castello au 4e Festival du Film Asiatique-Pacifique en 1957 à Tokyo,.